# 亚历山大·理查森
亚历山大·理查森（英語：Alexander Richardson，1887年5月11日—1964年7月22日），英国男子雪车运动员。他曾代表英国参加1924年冬季奥林匹克运动会雪车比赛，联同托马斯·阿诺德、拉尔夫·布鲁姆和Rodney Soher获得男子四人银牌。